# Willy Rockin
Willy Achiel van Wichelen (Wetteren, 18 mei 1913 – onbekend, 14 oktober 1981), artiestennaam Willy Rockin, was een Belgisch dirigent, saxofonist en componist.
Hij kreeg zijn muziekopleiding aan het Conservatorium van Antwerpen. In 1940 richtte hij zijn eigen orkest op binnen de lichte muziek (vergelijkbaar met The Ramblers) en trok daarmee heel Europa door. Er volgde ook een aantal plaatopnamen met artiesten, waaronder Rudy Frankel, Jean Fanis, Charlie Knegtel, Alex Scorier, Jack Sels en Jean Warland.
Corry Brokken nam omstreeks 1954 met Willy Rockin Auto-scooter’s boogie (van Al van Dam, Ray Maxell, Et.Lams)  en Begin the beguine (van Cole Porter) op voor Ronnex Records (catalogusnummer 1059; schellak, 10” 78 toeren).